# Arctia intercalaris
Arctia intercalaris är en fjärilsart som beskrevs av Ev. 1843. Arctia intercalaris ingår i släktet Arctia och familjen björnspinnare. Inga underarter finns listade i Catalogue of Life.